# Pilaria meridiana
Pilaria meridiana är en tvåvingeart som först beskrevs av Rasmus Carl Staeger 1840.  Pilaria meridiana ingår i släktet Pilaria och familjen småharkrankar. Arten är reproducerande i Sverige. Inga underarter finns listade i Catalogue of Life.